# Két magyar forint (érme, 1970)
Az először 1970-ben vert sárgaréz kétforintos (a szlengben bélás) egy forgalomból kivont forintérme, melyet 1970-től 1989-ig vertek. Az 1990-ben Magyar Köztársaság felirattal készült veret nem került forgalomba. Az érmét Boldogfai Farkas Sándor tervezte és Vári Dezső véste. 1970. július 1-jén került forgalomba, és 1995. június 30-án vonták ki a rendszerváltás előtti forintsor többi tagjával együtt.

## Leírás
Az érme réz-cink ötvözetből (72% Cu 28% Zn) készült. Átmérője 22,4 mm, vastagsága 1,6 mm, tömege 4,44 g.  Előlapján  félkörívben a MAGYAR NÉPKÖZTÁRSASÁG felirat, alatta a Kádár-címer látható, a perem mentén 21 rovással.
Hátlapján 2 FORINT értékjelzés, a szám alatt BP. verdejegy, a szám két oldalán megosztva a verési évszám szerepel, a perem mentén itt is 21 rovással.
Kétféle változat forgott az érméből: az egyiken az évszám hetesének szára a kézírásnak megfelelően át volt húzva.
Az érme pereme sima.

## A „bélás” elnevezés
A bélás elnevezés a börtönszlengből ered, nincs köze a Béla személynévhez. A közkeletű tévedés szerint rövid ideig forgalomban volt egy olyan veret, melyen IV. Béla királyunk arcképe volt látható, így a bélás szó innen eredhet. Ám hivatalosan ilyen kétforintos érme nem került forgalomba Magyarországon. A mal(l)ér szót a tízforintosra használták, ebből alakult ki a bémallér, a húszas elnevezése, majd ez utóbbi rövidüléséből a bélás. Később a bélás szót általánosságban is használták a kettes számnév helyett. A bélás elnevezést az újabb kiadású kétforintosra is használták. A 90-es években a bélás szót az 1000-es bankjegyre kezdték használni, mivel Bartók Béla arcképe volt rajta. 

## Vert mennyiség
Az 1970-es tervezésű kétforintost az 1973-as és az 1986-os évjáratok kivételével millió fölötti darabszámban verték, de ezek az évjáratok sem tekinthetők ritkaságnak. Az 1973-as sorozatról alaptalanul elterjedt, hogy aranyat tartalmaz, ezért előszeretettel gyűjtötték.
Gyártásának húsz éve alatt (a forgalomba nem hozott változatokat, próbavereteket nem számítva) összesen 303 208 159 db érmét vertek a következő évszám szerinti lebontásban:
| Évjárat | Vert mennyiség (db) |
| ------- | ------------------- |
| 1970.   | 50 000 055          |
| 1971.   | 10 025 000          |
| 1972.   | 10 015 001          |
| 1973.   | 820 001             |
| 1974.   | 10 000 001          |
| 1975.   | 20 030 001          |
| 1976.   | 15 000 005          |
| 1977.   | 10 115 005          |
| 1978.   | 12 000 020          |
| 1979.   | 10 005 000          |
| 1980.   | 10 035 000          |
| 1981.   | 10 005 000          |
| 1982.   | 10 005 010          |
| 1983.   | 20 160 010          |
| 1984.   | 5 000 010           |
| 1985.   | 10 675 020          |
| 1986.   | 30 000              |
| 1987.   | 5 030 010           |
| 1988.   | 5 035 010           |
| 1989.   | 79 223 000          |

## Forgalomba nem hozott változatok
- Az 1970-es első kiadást megelőzően próbavereteket készítettek, melyek annyiban térnek el a forgalmi érméktől, hogy a MAGYAR NÉPKÖZTÁRSASÁG felirat alatt a PRÓBAVERET felirat szerepel. A próbavereteken a verési évszám: 1970.
- A rendszerváltáskori forgalmi forintsor többi tagjához hasonlóan a kétforintosból is készültek MAGYAR KÖZTÁRSASÁG feliratú veretek 1989-es és 1990-es verési évszámmal, az előbbiből ismeretlen mennyiség, az utóbbiból 10 000 darab.

## Külső hivatkozások
- Forint Portál – az összes forgalmi forintérme képe